# Hagaz (district)
Pour la ville, voir Hagaz.
Hagaz est un district de la région d’Anseba de l'Érythrée. La principale ville et capitale de ce district est Hagaz. 